# Antonín Basler
Antonín Basler (ur. 16 lutego 1956 w Šumperku) – czeski duchowny katolicki, biskup pomocniczy Ołomuńca od 2017.

## Życiorys
Święcenia kapłańskie przyjął 30 czerwca 1984 i został inkardynowany do archidiecezji ołomunieckiej. Pracował głównie jako duszpasterz parafialny. W 2000 został także powołany na stanowisko kanclerza kurii.
5 lipca 2017 papież Franciszek mianował go biskupem pomocniczym archidiecezji ołomunieckIej oraz biskupem tytularnym Vagi. Sakry udzielił mu 14 października 2017 arcybiskup Jan Graubner.